# Stephen G. Davies
Stephen Graham Davies (* 24. Februar 1950) ist ein britischer Chemiker (Organische Chemie, asymmetrische Synthese, Komplexchemie) und Hochschullehrer an der Universität Oxford.

## Leben
Steve Davies studierte an der Universität Oxford (New College) mit dem Bachelor-Abschluss 1973 und der Promotion bei Gordon H. Whitham 1975 (Dissertation: Studies on epoxides). Als Post-Doktorand war er 1975 bis 1977 bei Malcolm L. H. Green, 1977/78 bei Derek Barton und danach bei Hugh Felkin am Institut für Naturstoffchemie in Gif-sur-Yvette bei Paris, wo er für das CNRS als Attaché de Recherche forschte. 1980 wurde er Lecturer an der Universität Oxford, an der er 1996 Professor für Chemie und 2006 Waynflete Professor wurde.

## Werk
Mit Malcolm Green und Michael Mingos entwickelte er Regeln für nukleophile Substitutionen an Metallorganische Komplexe, die die 18-Elektronen-Regel befolgen und vielen ungesättigte Verbindungen (Polyene) in den Liganden haben (Green-Davies-Mingos-Regeln). Regel 1 besagt, dass die Nukleophile vorzugsweise an die Polyen-Liganden mit gerader Anzahl von C-Atomen gehen (geradzahlige Haptizität), Regel 2, dass sie vor allem an die nicht-zyklischen Polyene als Liganden gehen, Regel 3 besagt, dass die Nukleophilen vorzugsweise an geradzahlige offene Polyenen an die Endpositionen gehen (Merkregel:  even before odd and open before closed). Sind die Polyene  ungeradzahlig und offen gehen sie an die Endposition, falls das zentrale Metall sehr elektrophil ist, ansonsten in die Kette.
1991 gründete er die Firma Oxford Asymmetry Ltd. für asymmetrische organische Synthese. Weiter gründete er Oxford Diversity Ltd. für kombinatorische Synthese, vereinigte beide Firmen 1999 zu Oxford Asymmetry International Plc. bevor er sie 2000 an Evotec verkaufte. Die Firma war damals mit 316 Millionen Pfund bewertet. 2003 gründete er VASTox (Value Added Screening Technology Oxford), die den Zebrafisch (ein häufiges Tiermodell) nach Substanzen durchforstete. Nach verschiedenen Fusionen änderte sie den Namen in Summit. Die Screening-Aktivitäten des Zebrafischs wurden ebenfalls von Evotec erworben.

## Ehrungen und Mitgliedschaften
2011 erhielt er den Perkin Prize for Organic Chemistry der Royal Society of Chemistry (nach der Laudatio für grundlegende Beiträge zur Stereokontrolle in der Metallorganischen Chemie, der asymmetrischen Synthese und der Totalsynthese über fünfzehn Jahre), war 1997/98 deren Tilden Lecturer, erhielt 1984 deren Corday-Morgan-Preis, 1987 deren Award for Organometallic Chemistry, 1989 deren Bader Award, 1984 deren Hickinbottom Award und 1997 deren Award in Stereochemistry. 1985 und 1988 erhielt er den Pfizer Award und 1998 eine Prize Lectureship der japanischen Society of Synthetic Organic Chemistry.

## Familie
1973 bis 2000 war er die Genetikerin Kay Davies (ebenfalls Professor in Oxford und für Arbeiten zur Erbkrankheit Muskeldystrophie Duchenne bekannt) verheiratet, mit der er einen Sohn hat.